# Ikuo Matsumoto
Ikuo Matsumoto (jap. 松本 育夫, Matsumoto Ikuo; * 3. November 1941 in Utsunomiya, Präfektur Tochigi) ist ein ehemaliger japanischer Fußballspieler und -trainer.

## Nationalmannschaft
1966 debütierte Matsumoto für die japanische Fußballnationalmannschaft. Matsumoto bestritt elf Länderspiele und erzielte dabei ein Tor. Mit der japanischen Nationalmannschaft qualifizierte er sich für die Olympischen Spiele 1968. Bei den Olympischen Spielen 1968 konnte Japan die Bronzemedaille gewinnen.

## Titel

### Mit der Nationalmannschaft
- Olympische Sommerspiele 1968: Bronzemedaille

### Mit seinen Vereinen
- Japan Soccer League: 1965, 1966, 1967, 1968, 1970
- Kaiserpokal: 1963, 1965, 1967, 1969

### Persönliche Auszeichnungen
- Japan Soccer League Best Eleven: 1966